# Pink Friday
Pink Friday је деби студијски албум тринидадске реперке, Ники Минаж. Издат је 22. новембра 2010. за Young Money, Cash Money и Universal Motown. Након што је потписала уговор о снимању са кућом Young Money Entertainment 2009. године, Минажева је почела да планира албум исте године и рад је настављен 2010. године. Минажева је ангажовала разне продуценте чији су радови чинили првенствено хип хоп и поп албуме, као и R&B. Гостујуће вокале на албуму чине Еминем, Ријана, Дрејк, will.i.am, Канје Вест и Наташа Бедингфилд.
Албум је промовисан са осам синглова, као што је међународно успешан сингл „Super Bass” и они који су се нашки на најбољих 40 синглова на америчкој листи Billboard Hot 100: „Your Love”, „Check It Out”, „Right Thru Me”, „Moment 4 Life” и „Fly”. Минажева је подржала албум промотивном концертном турнејом од пет наступа током октобра 2010. године. Након дуго очекиваног издања, Pink Friday је достигао прво место на америчкој листи  200, продавши 375.000 примерака у првој недељи, чинећи га другим најпродаванијим дебијем једне реперке од Лорин Хил.
Албум је добио углавном позитивне критике, међутим критичари су били амбивалентни по питању реперкиног истраживања попа. На међународном нивоу, такође се нашао на најбољих 20 места у Аустралији, Канади и Уједињеном Краљевству. До фебруара 2018. албум је продат у два милиона традиционалних примерака у САД. Албум је добио 3× платинасти сертификат Америчког удружења дискографских кућа (АУДК) за комбиновану продају албума, продају песама и стримове песама што је еквивалентно три милиона јединица продаје албума. Pink Friday је био номинован за најбољи реп албум на 54. додели награда Греми 2012, заједно са реперкиним осталим номинацијама за најбољег новог извођача и најбоље реп извођење за сингл „Moment 4 Life”.

## Списак песама
Заслуге прилагођене из белешки са албума.
| №               | Назив                   | Аутор(и)                                                       | Продуцент(и)            | Трајање |  |
| 1.              |                         | Оника Мараж Данијел Џонсон                                     |                         | 3.37    |  |
| 2.              |                         | Мараж Маршал Метерс Касим Дин                                  |                         | 4.38    |  |
| 3.              |                         | Мараж Шондреј Крофорд Џ. Елингтон С. Самјуелс                  |                         | 3.32    |  |
| 4.              |                         | Мараж Ендру Тилк Стивен Хакер Џ. Сатријани                     |                         | 3.56    |  |
| 5.              | (са Ријаном)            | Мараж Џонатан Ротем Кевин Хисик Вилијам Џордан К. Ришад        | Џ. Р. Ротем Кевин Хисик | 3.32    |  |
| 6.              |                         | Maraj Ендру Вансел Ворен Фелдер                                | Поп Вансел Оук Фелдер   | 3.05    |  |
| 7.              | (са Дрејком)            | Мараж Обри Грејам Тајлер Вилијамс Никхил Ситхарам              |                         | 4.39    |  |
| 8.              | (са -ом)                | Мараж Вилијам Адамс Џефри Даунс Тревор Хорн Брус Хули Џ. Браун |                         | 4.11    |  |
| 9.              | (са Канјеом Вестом)     | Мараж Канје Вест Браун Тилк Кит Форси С Шиф                    |                         | 5.02    |  |
| 10.             |                         | Мараж Дин Џ. Вилијамс Роби Брониман                            | Џон Б.                  | 2.55    |  |
| 11.             |                         | Мараж Џонсон                                                   |                         | 3.53    |  |
| 12.             |                         | Мараж Вансел Дејвид Фриман Џозеф Хјуз Фелдер                   | Поп Вансел Оук Фелдер   | 4.05    |  |
| 13.             | (са Наташом Бедингфилд) | Мараж Наташа Бедингфилд Тилк                                   |                         | 3.51    |  |
| Укупно трајање: | Укупно трајање:         | Укупно трајање:                                                | Укупно трајање:         | 50.46   |  |

| №   | Назив | Аутор(и)                 | Продуцент(и) | Трајање |  |
| 14. |       | Мараж Ротем Кордел Фурзи | Џ. Р. Ротем  | 3.44    |  |
| 15. |       | Мараж Џонсон Дин         |              | 3.20    |  |

| №   | Назив | Аутор(и)                                                  | Продуцент(и)          | Трајање |  |
| 14. |       | Мараж Џонсон Естер Дин                                    |                       | 3.20    |  |
| 15. |       | Мараж Самјуелс Винстон Томас Дени Скофилд Лари Нахт [ 7 ] |                       | 3.41    |  |
| 16. |       | Мараж Вансел Фелдер [ 8 ]                                 | Поп Вансел Оук Фелдер | 3.47    |  |

| №               | Назив           | Аутор(и)                                                                            | Продуцент(и)    | Трајање |  |
| 17.             |                 | Мараж Ротем Роберт Фрузи Мајло Кордел Кливланд Брауни Грејвил Гордон Вајклиф Џонсон | Џ. Р. Ротем     | 3.44    |  |
| 18.             | (са Лил Вејном) | Мараж Картер Млађи Дин Смит                                                         |                 | 3.50    |  |
| Укупно трајање: | Укупно трајање: | Укупно трајање:                                                                     | Укупно трајање: | 69.00   |  |

| №   | Назив | Аутор(и)  | Продуцент(и) | Трајање |  |
| 17. |       | Мараж Дин |              | 3.00    |  |
| 18. |       | Мараж Дин |              | 3.56    |  |

| №   | Назив | Аутор(и)                 | Продуцент(и) | Трајање |  |
| 19. |       | Мараж Ротем Кордем Футзи | Џ. Р. Ротем  | 3.44    |  |

| №   | Назив           | Аутор(и)                                                                                    | Продуцент(и) | Трајање |  |
| 20. | (изводи и Лојд) | Двејн Картер Млађи Карл „ ” Лили Грејам Мараж Мајкл Сивенсон Џарвис Милс Лукс Бог Шон Гарет |              | 4.48    |  |

| №               | Назив           | Аутор(и)                    | Продуцент(и)    | Трајање |  |
| 21.             | (са Лил Вејном) | Мараж Картер Млађи Дин Смит |                 | 3.50    |  |
| Укупно трајање: | Укупно трајање: | Укупно трајање:             | Укупно трајање: | 81.00   |  |